# Листвянский сельсовет (Новосибирская область)
Листвянский сельсовет — сельское поселение в Искитимском районе Новосибирской области Российской Федерации.
Административный центр — посёлок Листвянский.

## История
Статус и границы сельского поселения установлены Законом Новосибирской области от 2 июня 2004 года № 200-ОЗ «О статусе и границах муниципальных образований Новосибирской области»

## Население
| 2010  | 2012  | 2013  | 2014  | 2015  | 2016  | 2017  |
| ----- | ----- | ----- | ----- | ----- | ----- | ----- |
| 2465  | ↗2553 | ↗2621 | ↗2657 | ↗2677 | ↗2678 | ↗2682 |
| 2018  | 2019  | 2020  | 2021  |       |       |       |
| ↘2664 | ↘2644 | ↘2598 | ↘2593 |       |       |       |

## Состав сельского поселения
| № | Населённый пункт | Тип населённого пункта          | Население |
| - | ---------------- | ------------------------------- | --------- |
| 1 | Листвянский      | посёлок, административный центр | ↘2593     |